# Aktiv Ungdom
Aktiv Ungdom är en ideell organisation, med lokalföreningar över hela Sverige. Organisationens syfte är att erbjuda barn, ungdomar och vuxna en meningsfull fritid genom att delta i de många lokalföreningarnas verksamhet, och att uppmuntra till nya föreningar att organisera sig för driva olika aktiviteter. Aktiv Ungdom är partipolitiskt och religiöst neutrala.  
Förbundet Aktiv Ungdom grundades 1976 och har ca 25 000 medlemmar i flera hundra lokalföreningar.